# ストークスのパラドックス
ストークスのパラドックス（英: Stokes' Paradox）は、流体力学における未解決問題の一つ。流体力学で万能とされているストークス方程式を用いても、ある特定の状態で定常解が得られないという事象のことを指す。
オセーンの方程式によってある程度改善する。